# Басано ин Таверина
Басано ин Таверина (итал. Bassano in Teverina) је насеље у Италији у округу Витербо, региону Лацио.
Према процени из 2011. у насељу је живело 1025 становника. Насеље се налази на надморској висини од 315 м.

## Становништво
Према резултатима пописа становништва 2011. у општини је живело 1.277 становника.
| 1931. | 1936. | 1951. | 1961. | 1971. | 1981. | 1991. | 2001. | 2011. |
| ----- | ----- | ----- | ----- | ----- | ----- | ----- | ----- | ----- |
| 1.561 | 1.549 | 1.578 | 1.311 | 1.082 | 1.022 | 1.125 | 1.134 | 1.277 |

## Партнерски градови
- Lagardelle-sur-Lèze